# 女体神社 (草加市)
女体神社（にょたいじんしゃ）は、埼玉県草加市の神社。

## 歴史
1575年（天正3年）に創建された。平安時代末期、源義仲討伐のため、下総国豊田郡（現・茨城県常総市）の豊田某が出征し、その帰途に当地に定着した。
その後、1575年（天正3年）、下総国にあった豊田城は落城、城主豊田治親の妻子一行は、豊田某が定着した縁により、当地に落ち延びた。豊田城にいた頃は筑波山の女体神社（現・筑波山神社の女体山本殿）を信仰していたことから、当地にも女体神社を創建した。
1734年（享保19年）に神祇管領長上吉田家より正一位に叙せられた。
東漸院が別当寺であったが、明治初期の神仏分離によって切り離された。その後近代社格制度に基づく「村社」に列せられた。

## 交通アクセス
- 吉川駅より徒歩31分。